# Fabrice Anthamatten
Pour les articles homonymes, voir Anthamatten.
Fabrice Michel Claude Anthamatten (né le 22 juillet 1974 à Paris) est un violeur multirécidiviste franco-suisse impliqué dans le drame de la Pâquerette.

## Condamnations
En août 1999, à Ferney-Voltaire, Anthamatten menace avec un couteau une touriste française rencontrée à Genève, lui passe des menottes et la viole. Il est condamné en Suisse à 18 mois de prison avec sursis, mais le procureur se pourvoit en cassation et fait appel. En août 2001, il viole une seconde femme à Ferney-Voltaire, la menaçant également d'un couteau et lui passant des menottes.
Avec l'argent volé à sa victime, il part à Dublin. En octobre 2001, il est condamné en Suisse pour le premier viol à cinq années de prison. En 2003, il est condamné par la justice française à 15 ans de prison ferme avec une injonction de soins psychiatriques pour son deuxième.
Il purge la première partie de sa peine en France et dépose une demande de transfert en Suisse acceptée en 2008 en raison de sa double nationalité.
Il finit par être transféré au centre de sociothérapie pour détenus dangereux de la Pâquerette à la prison de Champ-Dollon.

## Drame de la Pâquerette
Dans le cadre de son traitement au centre de la Pâquerette, l'homme se voit proposer des sorties accompagnées à la suite de l'avis favorable de son médecin psychiatre. Fabrice A. opte pour des sorties en centre équestre, appréciant les chevaux et ayant été palefrenier. La première sortie a lieu le 3 septembre au centre d'équithérapie d'Anima à Bellevue situé non loin du lieu de ses premiers crimes. Lors de sa deuxième sortie le 12 septembre 2013, en compagnie de la sociothérapeute Adeline Morel, il achète un couteau de chasse au lieu du couteau de curetage de sabot prévu et tue la jeune femme après l'avoir attachée à un arbre. Une traque policière est déclenchée, et le corps est retrouvé le 13 septembre dans le bois d'Avault à Bellevue.
Un mandat d'arrêt international à l'encontre de l'homme est lancé via Interpol. Selon la psychiatre française experte auprès des tribunaux et professeure à l'Université de Lyon, Liliane Daligand, le risque de récidive est alors élevé. Après 4 jours de recherches, il est appréhendé par la police allemande le 15 septembre 2013 à la frontière germano-polonaise,,. Selon les déclarations de ses co-détenus il est à la recherche de son ex compagne, qui vit en Pologne, pour la tuer,.
La Suisse demande son extradition, qui s'effectue en décembre 2013.

## Réactions
L'affaire suscite l'indignation en Suisse. La critique a surtout questionné qu'un détenu dangereux puisse obtenir des sorties dans un centre d'équithérapie accompagné d'une unique sociothérapeute.
« Notre système judiciaire s'occupe trop des criminels. Ils reçoivent beaucoup d'attention et de soins », déclare Jacqueline de Quattro.
Les criminologues et les psychologues ont critiqué le fait qu'aucune expertise psychiatrique indépendante n'ait été demandée avant d'accorder à Anthamatten une permission de sortie afin d'évaluer sa dangerosité, rejoignant en cela l'avis exprimé par le Chef de Service de psychiatrie de l'Hôpital universitaire de Genève.

## Procès pour le drame de la Pâquerette
En novembre 2015, les experts judiciaires psychiatriques se prononcent contre un internement à vie. Le 24 mai 2017 il est condamné à la prison à perpétuité avec une mesure d'internement ordinaire, l'internement à vie - requis par le procureur général de Genève Olivier Jornot et soutenu par la famille de la victime - étant en définitive écarté dans le verdict,. En effet, les collèges d'experts médicaux ne sont pas parvenus à établir l'une des conditions d'applicabilité de cette mesure, à savoir l'impossibilité qu'un traitement puisse améliorer le comportement du condamné (inaccessibilité à un traitement). L'homme renonce à faire appel de cette condamnation,. 

## Liens
- « Il parlait de me couper la gorge », interview avec l'ex-petite amie de Fabrice Anthamatten
- Der Mord an Adeline – Wie umgehen mit schweren Straftätern? In: SRF DOK, 25. Januar 2024 (YouTube, 50 Min.).